# Daniel Pískovský
Daniel Pískovský (* 18. června 1975 v Pardubicích) je český spisovatel.
Vystudoval gymnázium (maturoval v roce 1993) a Národohospodářskou fakultu Vysoké školy ekonomické v Praze (promoval v roce 1998) a po absolvování základní vojenské služby nastoupil na Ministerstvo práce a sociálních věcí, kde se zabývá sociálními aspekty bydlení. V letech 1999–2010 byl členem ČSSD a v letech 2002–2006 členem zastupitelstva městského obvodu Pardubice I. V roce 2005 spoluzaložil občanské sdružení Organizace za uzákonění trestů pro politiky (OUTP).

## Dílo
V roce 2005 vychází jeho povídka Pouta v povídkovém souboru Nevěry II. Další povídky se od roku 2006 pravidelně umísťují v řadě celorepublikových literárních soutěží, v některých i vítězí - např. Čáslav 2007, Pisálek 2008, O cenu Prof. Antonína Voráčka 2009, Můj svět 2010 nebo Řehečská slepice 2010.
V roce 2008 vychází v nakladatelství ALFA-OMEGA první samostatná kniha Bambulka na inzerát. Od roku 2010 vychází Pískovského knihy u vydavatelství Akcent - 49 minut (2010), Nahoře (2011), Stárnutí mě (zatím) baví (2012), Sebevražda (2014), Láska je (2015), Lepší svět (2016), Člověk nebyl, je a nebude (2017), Sex je sexy (2019), Nic (2020), Alkohol? ALKOHOL! (2021), Z pohádky od ykdáhop (2022) a Rebelka Adélka Kabelka (2024) 

## Publikace
- Bambulka na inzerát (2008)
- 49 minut (2010)
- Nahoře (2011)
- Stárnutí mě (zatím) baví (2012)
- Sebevražda (2014)
- Láska je (2015)
- Lepší svět (2016)
- Člověk nebyl, je a nebude (2017)
- Sex je sexy (2019)
- Nic (2020)
- alkohol? ALKOHOL! (2021)
- Z pohádky od ykdáhop (2022)
- Rebelka Adélka Kabelka (2024)